# Rádio Vanguarda (Ipatinga)
A Rádio Vanguarda é uma estação de rádio brasileira com sede no município de Ipatinga, no interior do estado de Minas Gerais. Sua programação é voltada à música e ao jornalismo e opera na frequência 91.3 MHz FM.
A estação foi criada pelo radialista Ulisses Nascimento, sócio-fundador da Rádio Itatiaia, em sociedade com o empresário Ronaldo de Souza. Foi ao ar em caráter experimental em 1º de dezembro de 1981, sendo oficializada em 28 de abril de 1982. No ano seguinte, deu origem à 95 FM.
Em 2012, de acordo com uma pesquisa realizada pela Praxis Pesquisa, a Vanguarda era a líder de audiência no município de Ipatinga dentre as rádios AM e a terceira na colocação total, com 16% da preferência dos ouvintes de rádio com idade superior a 16 anos.